# Illusione anatra-coniglio

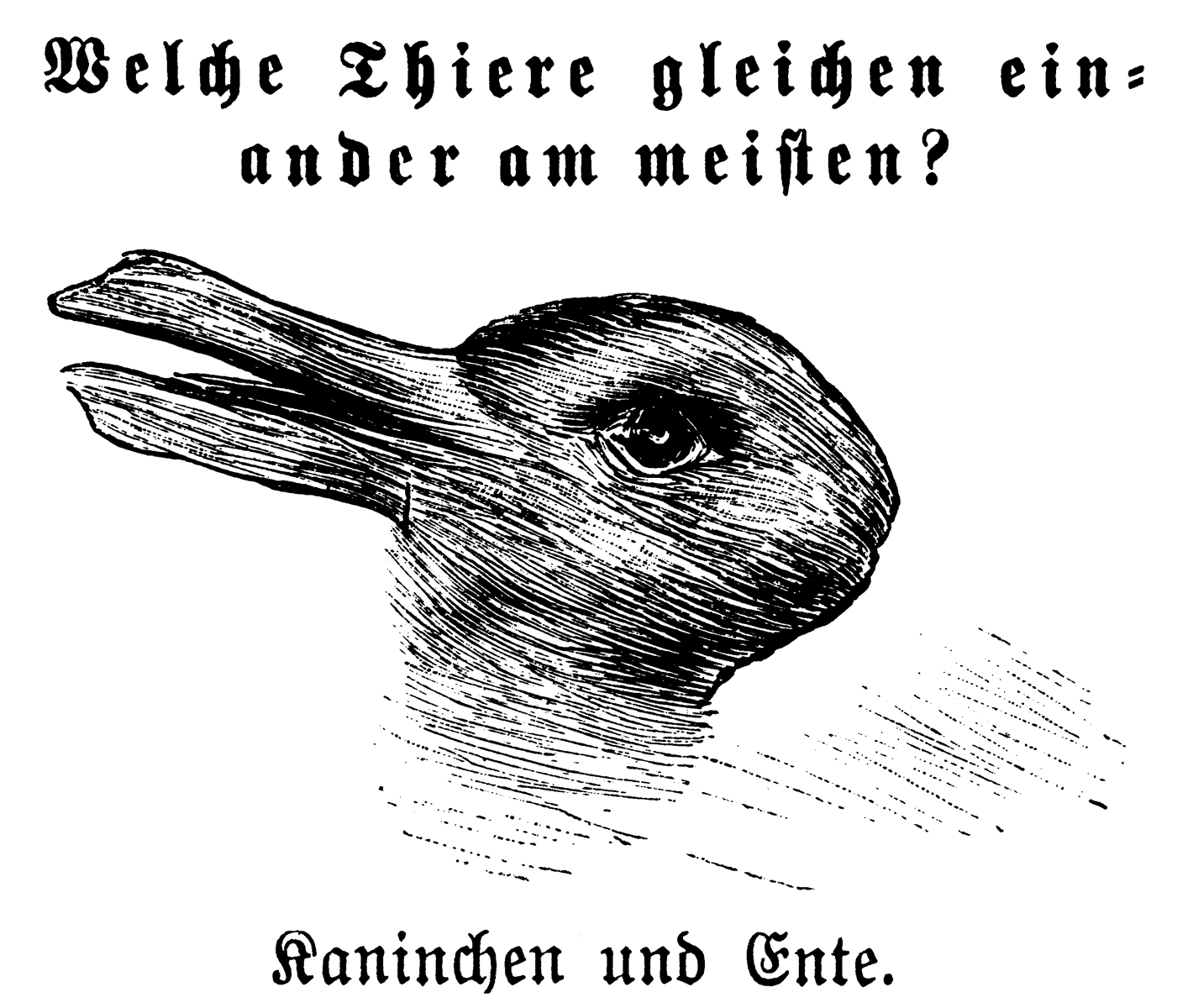
L'illusione "anatra-coniglio", cosi come fu pubblicata sul Fliegende Blätter, il 23 ottobre 1892.

L'illusione anatra-coniglio (in inglese duck-rabbit illusion) è una rappresentazione figurativa proposta nel 1892 dallo psicologo statunitense Joseph Jastrow, per illustrare una forma di illusione ottica. La figura è composta da un'unica immagine che, alternativamente,  può essere interpretata percettivamente come la testa di un'anatra (che guarda verso sinistra) oppure di un coniglio (che guarda verso destra).
Questa illusione ottica è stata oggetto di commento da parte del filosofo, logico ed epistemologo Ludwig Wittgenstein, nelle sue Philosophische Untersuchungen,  da parte dello storico dell'arte Ernst Gombrich, nonché dall'epistemologo Thomas Kuhn il quale, in The Structure of Scientific Revolutions, parla di "riorientamento gestaltico" a proposito del passaggio da un "paradigma" scientifico ad un altro.
L'illustrazione è divenuta poi celebre in particolare grazie alla serie televisiva Alla fine arriva mamma. Durante un episodio i personaggi usano l'illusione ottica per spiegare come la prima impressione possa cambiare in poco tempo. A ciò segue un'agguerrita discussione su quale dei due animali sia superiore.